# Xa lộ Liên tiểu bang H-3
Xa lộ Liên tiểu bang H-3 (tiếng Anh: Interstate H-3, viết tắt H-3) là xa lộ liên tiểu bang trên đảo O'ahu, tiểu bang Hawaii, Hoa Kỳ. Mặc dù nó mang số lẻ nhưng đây là xa lộ liên tiểu bang đông–tây—bộ mã số 'H' (dành cho tiểu bang Hawaii) phản ánh thứ tự mà xa lộ được cấp quỹ và xây dựng. H-3 cũng còn được biết với tên gọi là Xa lộ cao tốc John A. Burns. Nó đi qua Dãy núi Ko'olau dọc theo một cầu cạn và xuyên qua đường hầm Tetsuo Harano dài khoảng 5.165 foot (1,574 km) cũng nhưng đường hầm Hospital Rock nhỏ hơn nhiều.
Điểm đầu phía tây của nó nằm tại một điểm giao cắt với Xa lộ Liên tiểu bang H-1 tại Hālawa gần Trân Châu Cảng. Điểm đầu phía đông của nó nằm tại cổng chính của Căn cứ Thủy quân lục chiến Hawaii (MCBH). Xa lộ này đáp ứng mục đích quốc phòng vì nối liền căn cứ Thủy quân lục chiến với cảng Hải quân Hoa Kỳ tại Trân Châu Cảng nằm sát bên ngoài Xa lộ Liên tiểu bang H-1.
Lệnh xây dựng xa lộ cao tốc này được đưa ra vào năm 1960, theo sau là các giai đoạn lập kế hoạch. Công cuộc xây dựng và sự phản đối mạnh của cộng đồng xảy ra cuối thập niên 1980 khiến cho xa lộ này không thông xe được cho đến ngày 12 tháng 12 năm 1997. Các vụ phản đối vì lý do bảo vệ môi trường và tranh tụng pháp lý đã khiến cho công cuộc xây dựng xa lộ bị ngưng trệ tại nhiều điểm. Công cuộc xây dựng tái khởi động trong cuối thập niên 1980 vì có sự can thiệp chưa từng có tiền lệ của Thượng nghị sĩ Hoa Kỳ là Daniel Inouye. Vào năm 1986, ông đã cố gắng tìm cách đưa xa lộ cao tốc này ra khỏi sự ràng buộc của đa số các luật lệ về môi trường
H-3 là một trong số các xa lộ liên tiểu bang tổn phí nhất chưa từng có khi xây dựng, tính theo tổn phí cho từng dặm đường. Tổn phí cuối cùng của nó là 1,3 tỉ đô la Mỹ, hay khoảng 80 triệu đô la Mỹ cho mỗi dặm và mất đến 37 năm để hoàn thành vì những vụ phản đối, tranh tụng, thay đổi thiết kế và chỉnh sửa lại chi phí.

## Mô tả xa lộ

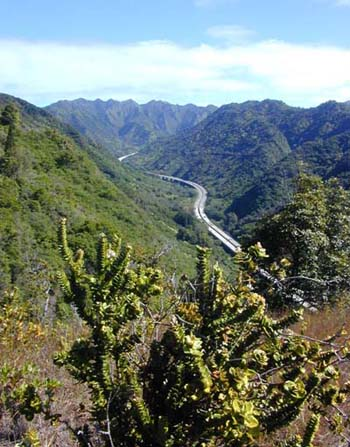
Xa lộ Liên tiểu bang H-3 trong Thung lũng Halawa nhìn về phía đỉnh Ko'olau

Xa lộ Liên tiểu bang H-3 bắt đầu tại nút giao thông khác mức Hālawa với các xa lộ liên tiểu bang H-1 và H-201. Xa lộ cao tốc này sau đó chạy dọc theo một cầu cạn qua Thung lũng Hālawa khoảng 6 dặm (9,7 km) cho đến khi nó đến Đường hầm Tetsuo Harano xuyên qua Dãy núi Ko'olau. Một khi đến điểm cuối phía đông đường hầm, xa lộ đi theo một cầu cạn được xây dọc theo vách Thung lũng Haiku cho đến nút giao thông lập thể Kaneohe với Xa lộ Tiểu bang 63 (Xa lộ Likelike) dẫn vào thị trấn Kaneohe. Sau đó xa lộ tiếp tục đến Nút giao thông lập thể Halekou với Xa lộ Tiểu bang 83 (Xa lộ Kamehameha), rồi khoảng 4 dặm nữa cho đến khi nó đến cổng chính của Căn cứ Thủy quân lục chiến Hawaii.

## Lịch sử

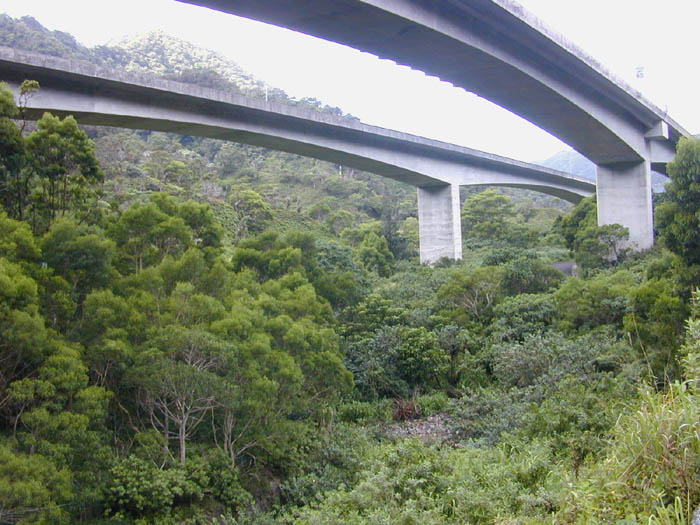
Cầu cạn của H-3 bên trong Thung lũng Halawa

Từ khi thành lập vào đầu thập niên 1960, Xa lộ Liên tiểu bang H-3 đã vấn vào chuyện gây tranh cãi. Con đường ban đầu của nó được dự định không nằm trong Thung lũng Halawa hiện tại mà đúng hơn là trong thung lũng lớn gần nhất đi hướng đông trong khu vực Moanalua. Gia đình có thế lực họ Damon đã vội vàng thành lập Quỹ Moanalua Gardens vào năm 1970 để tập hợp các lực lượng gồm các nhóm văn hóa và chính trị có ý tưởng chống đối việc xây dựng xa lộ cao tốc đi qua phần đất của họ. Lý lẽ cực đỉnh của quỹ này chống lại việc xây dựng xa lộ là hòn đá lịch sử nổi tiếng có hình điêu khắc cổ tên "Pohaku ka Luahine", mà ngày nay vẫn còn đứng nguyên tại chỗ đó, sẽ bị di dời để nhường đường cho xa lộ chạy dọc theo đường mòn trong thung lũng Moanalua. Thắng lợi đã đến với họ khi con đường này của xa lộ bị bãi bỏ, nhưng H-3 vẫn không bị bãi bỏ mà được điều chỉnh sang một con đường khác.

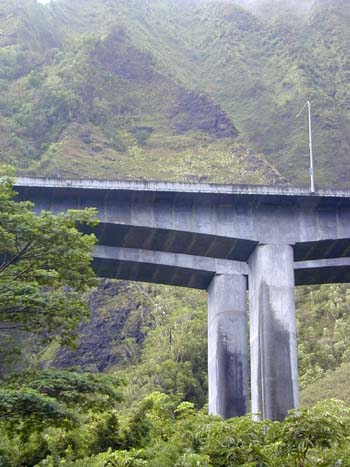
Xa lộ Liên tiểu bang H-3 trên cầu cạn trong Thung lũng Ha'ikū

Những người hoạt động bảo vệ truyền thống văn hóa Kanaka Maoli tiếp tục kêu gọi dẹp bỏ xa lộ từ khi nó chạy qua một khu vực mà theo họ dẫn giải là có yếu tố văn hóa cực kỳ nổi bật. Bảo tàng Bishop, viện bảo tàng nghiên cứu về lịch sử và khảo cổ, có công bố các báo cáo tường tận, nói chung đổ lỗi sự suy đồi văn hóa tại các nơi này so với các nơi khác tại Hawaii. Nhiều trong số đó cho rằng xa lộ cao tốc này đang bị "lời nguyền" vì phá hoại các nơi linh thiêng và vì thế tai hại thậm chí cho những người di chuyển trên xa lộ. Những mối quan tâm về môi trường hiện nay gồm có sự xâm hại cây cỏ, ô nhiễm ánh sáng, ô nhiễm Amiăng, các vấn đề về nước và nguồn nước, và những vấn đề khác nữa; nổi bật nhất trong số là sự giảm thiểu số lượng loài chim cú pueo, và các loài chim bản địa khác, bao gồm một số loài gần như bị tuyệt chủng. Thí dụ, loài chim sâu O'ahu 'Alauahio (Paroreomyza maculata), có lẽ bị H-3 làm tuyệt chủng, là loài chim mà người ta nhìn thấy cư trú lần cuối cùng là tại Halawa, đã không thấy xuất hiện nữa kể từ khi H-3 được xây dựng.
Những người sinh sống lâu năm tại Ko'olaupoko và các cộng đồng bên bờ biển phía bắc tiếp tục phản đối các ảnh hưởng do xa lộ gây ra đối với cộng đồng của họ. Trong số những nổ lo sợ chính yếu của họ là sự đô thị hóa lan tỏa từ thành phố Honolulu vì sự hiện diện của xa lộ cao tốc này với tiềm năng đưa lượng xe cộ đông đúc và phát triển đến các khu dân cư mà từ trước đến nay luôn yên lặng cũng như ảnh hưởng đến giá trị nhà cửa của họ trong các cộng đồng, cho đến bây giờ, tương đối vẫn là nông thôn.
Ngược lại, xa lộ này được những người ái mộ xem là một kỳ tích kỹ thuật. Nó thường được so sánh với vô số các cảnh quang trên màn bạc được thể hiện trong phim Star Wars và các phim khác.

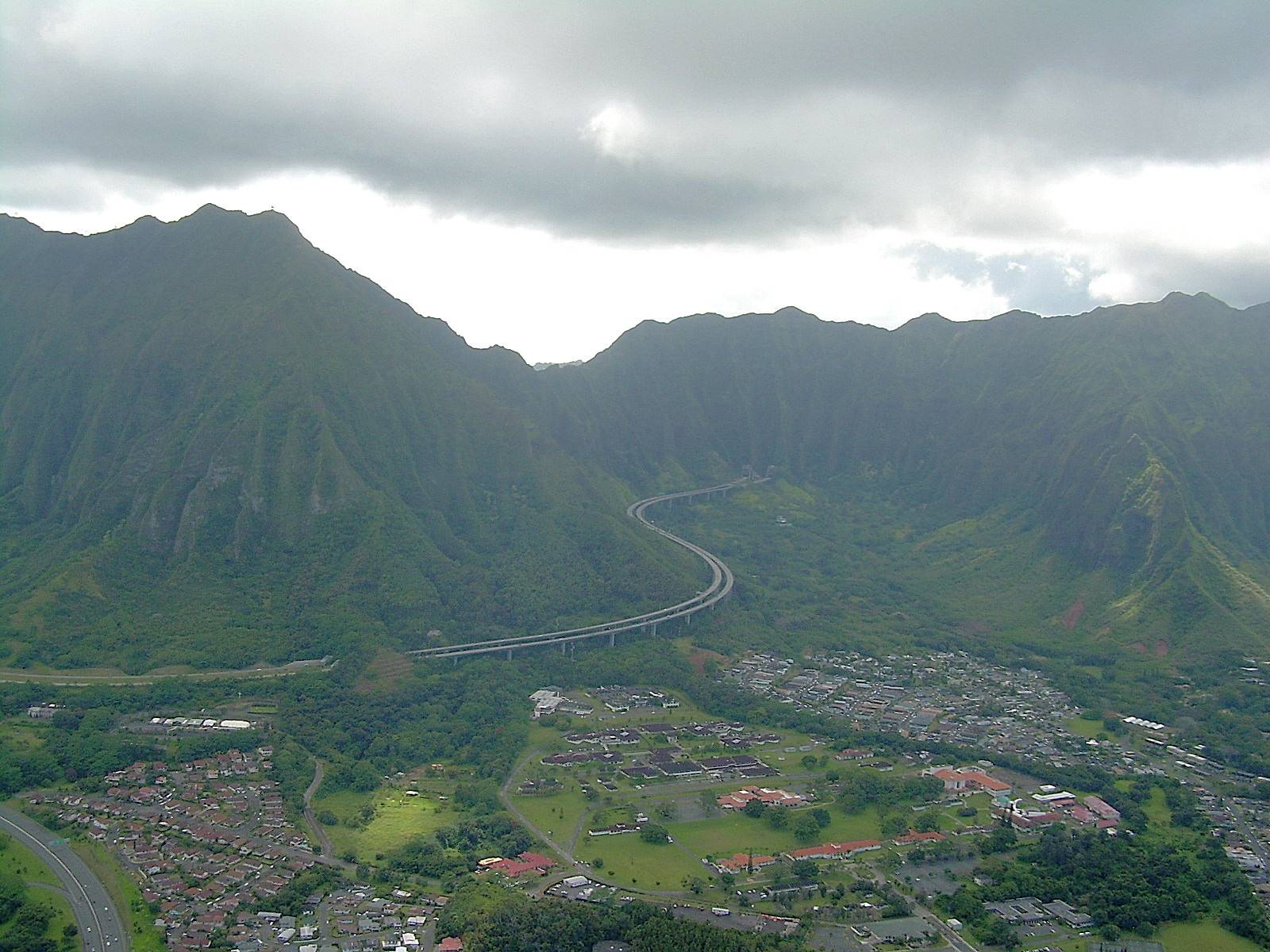
Quang cảnh chụp từ trên không cho thấy lối vào phía đông của đường hầm

Có một giai thoại có liên quan đến đoạn đường được nâng cao đi qua thung lũng Haʻikū. Trong thung lũng này, cầu cạn đi bên dưới ăn teng của cơ sở truyền tin radio của Tuần duyên Hoa Kỳ. Người ta nghĩ rằng trường năng lượng từ ăn teng này có thể  gây rối loạn nhịp tim - đây là một mối nguy hại tiềm ẩn đối với người lái xe và hành khách trên xa lộ.  Một lồng kim loại khổng lồ được thiết kế để bao quanh đoạn đường qua thung lũng. Trước khi H-3 được thông xe, Tuần duyên Hoa Kỳ đóng cơ sở truyền tin nên nhu cầu sử dụng lồng kim loại không còn nữa. Mặc dù toàn bộ lồng kim loại này chưa bao giờ được xây dựng nhưng phần đáy lồng được chôn sâu bên dưới đoạn đường này. Bộ Giao thông Hawaii đã quyết định tháo dở đống đồ rác bằng thép này trước khi thông xe xa lộ để giảm phiền toái cho công chúng khi di chuyển qua đây.